# Melecta tuberculata
Melecta tuberculata é uma espécie de insetos himenópteros, mais especificamente de abelhas pertencente à família Apidae.
A autoridade científica da espécie é Lieftinck, tendo sido descrita no ano de 1980.
Trata-se de uma espécie presente no território português.